# Последние сообщения (роман)
«Последние сообщения» (фин. Viimeiset viestit) — роман финского писателя Ханну Лунтиала, выпущенный в Финляндии в начале 2007 года издательством «Tammi».
В России книга вышла в марте 2008 года в издательстве «Азбука» в переводе Максима Фёдорова (серия «Линия отрыва»).
Произведение является первым в своём роде смс-романом, текст которого (за исключением предисловия) полностью составлен из текстовых сообщений. До этого эксперименты в объединении литературы и сотовых телефонов ограничивались рассылкой романов посредством СМС.

## Сюжет книги
Топ-менеджер финского отделения «Майкрософт» выходит в отставку и решает проехаться по местам, где проходила его юность в бесшабашную пору сексуальной революции — Стокгольм, Копенгаген, Амстердам, Барселона, Малага… Однако вскоре выясняется, что путь его лежит на Ближний (а затем и Дальний) Восток и что со счетов финского «Майкрософта» куда-то пропали четыре миллиона долларов. Захватывающая интрига раскрывается в тысяче с лишним «эсэмэсок», которыми главный герой обменивается с друзьями и бывшими сослуживцами, сыном и любимой женщиной, а также партнерами в его загадочном новом начинании…

## Структура книги
Роман разделен на 4 части, которые делятся на дни. Все сообщения за один день собраны в отдельной главе, которая названа датой. В общей сложности действие книги длится около двух месяцев.
Фактически, произведение представляет собой собранные с одного сотового телефона сообщения, полученные и отправленные. Телефон принадлежит главному герою по имени Теему. СМСки расположены в хронологическом порядке в два столбца. Слева — полученные героем, справа — отправленные им. Таким образом, роман надо читать не слева направо, а сверху вниз.
Внешний вид сообщений напоминает экраны старых телефонов «Нокиа», где СМС выводились по четыре строки, а при перелистывании они сдвигались не на одну строчку, а показывали следующую часть сообщения.
Несмотря на то, что при получении текстового сообщения из другого часового пояса получатель видит время отправителя, в романе все временные указания даны по финскому времени для облегчения чтения и расстановки в хронологическом порядке.
Опираясь на даты упомянутых в романе спортивных матчей и иных событий, можно заключить, что действие происходит в 2005 году.

## Замечания
В СМИ упоминалось, что сообщения в романе написаны по законам «эпистолярного жанра» с присущими им сокращениями, но на самом деле сокращений в тексте СМСок довольно мало.
В некоторых российских источниках поступок главного героя охарактеризовали как дауншифтинг, хотя на самом деле они не имеют ничего общего.
Исходный вариант романа состоит из сообщений на финском, шведском и английском языках плюс одно на испанском. При этом ни одно из сообщений не на финском не переведено. Вероятно, автор подразумевал, что финский читатель достаточно владеет английским и шведским (который является вторым государственным языком в Финляндии). В русскоязычной версии все эти сообщения переведены в сносках.
Пока книга переведена только на русский язык. Готовятся к выходу эстонский и немецкий переводы.